# Кабо-Верде на літніх Олімпійських іграх 2020
Кабо-Верде на літніх Олімпійських іграх 2020 представляли шість спортсменів у п'яти видах спорту.